# Hiệp hội Quốc tế về Tự do Cá nhân
Hiệp hội Quốc tế về Tự do Cá nhân, viết tắt là ISIL (International Society for Individual Liberty) là một tổ chức phi chính phủ, phi lợi nhuận quốc tế hoạt động trong lĩnh vực nghiên cứu phát triển tự do cá nhân.
ISIL thành lập năm 1969 ,

## Hoạt động
ISIL khuyến khích các hoạt động trong lĩnh vực quyền tự do cá nhân, và các 'chiến lược tự do lựa chọn' của các thành viên của nó.
Lịch sử của nó trở lại vào năm 1969 với tên Hội Tự do Cá nhân (Society for Individual Liberty), được Don Ernsberger và Dave Walter thành lập.
Tên hiện tại đã được thông qua vào năm 1989 sau khi sáp nhập với Quốc tế Tự do (Libertarian International) được phối hợp bởi Vincent Miller, người trở thành chủ tịch của tổ chức mới.
ISIL hiện có thành viên tại hơn 80 quốc gia.